# Mecolaesthus grandis
Mecolaesthus grandis là một loài nhện trong họ Pholcidae. Loài này được phát hiện ở Venezuela.